# 滨河街道 (迁安市)
滨河街道是中华人民共和国河北省唐山市迁安市下辖的一个街道办事处。

## 行政区划
滨河街道下辖以下村级行政区划单位：
滨河社区、大张庄村、蚕姑庙村、洼里村、毛庄村、任官营村、张富庄村、韩官营村、王庄村、孟庄村、麻官营村、驿南府村、车辕寨村、湾子村、刘东庄村、朱官营村、首钢矿业公司。